# Liste der Seen in Frankreich
Es gibt in Frankreich tausende Seen, Weiher und Marschgebiete.

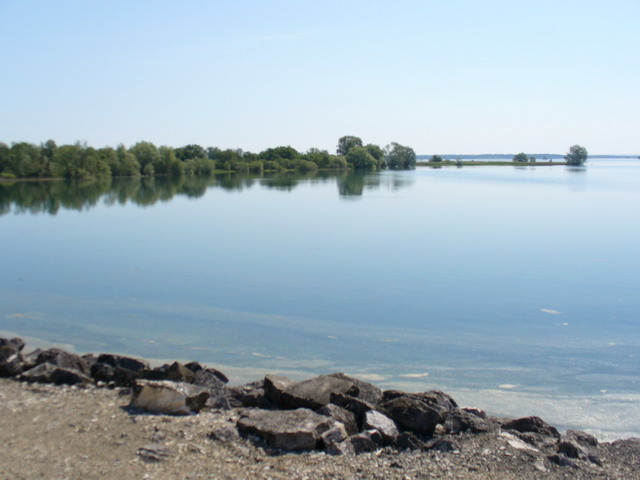
Lac du Der-Chantecoq

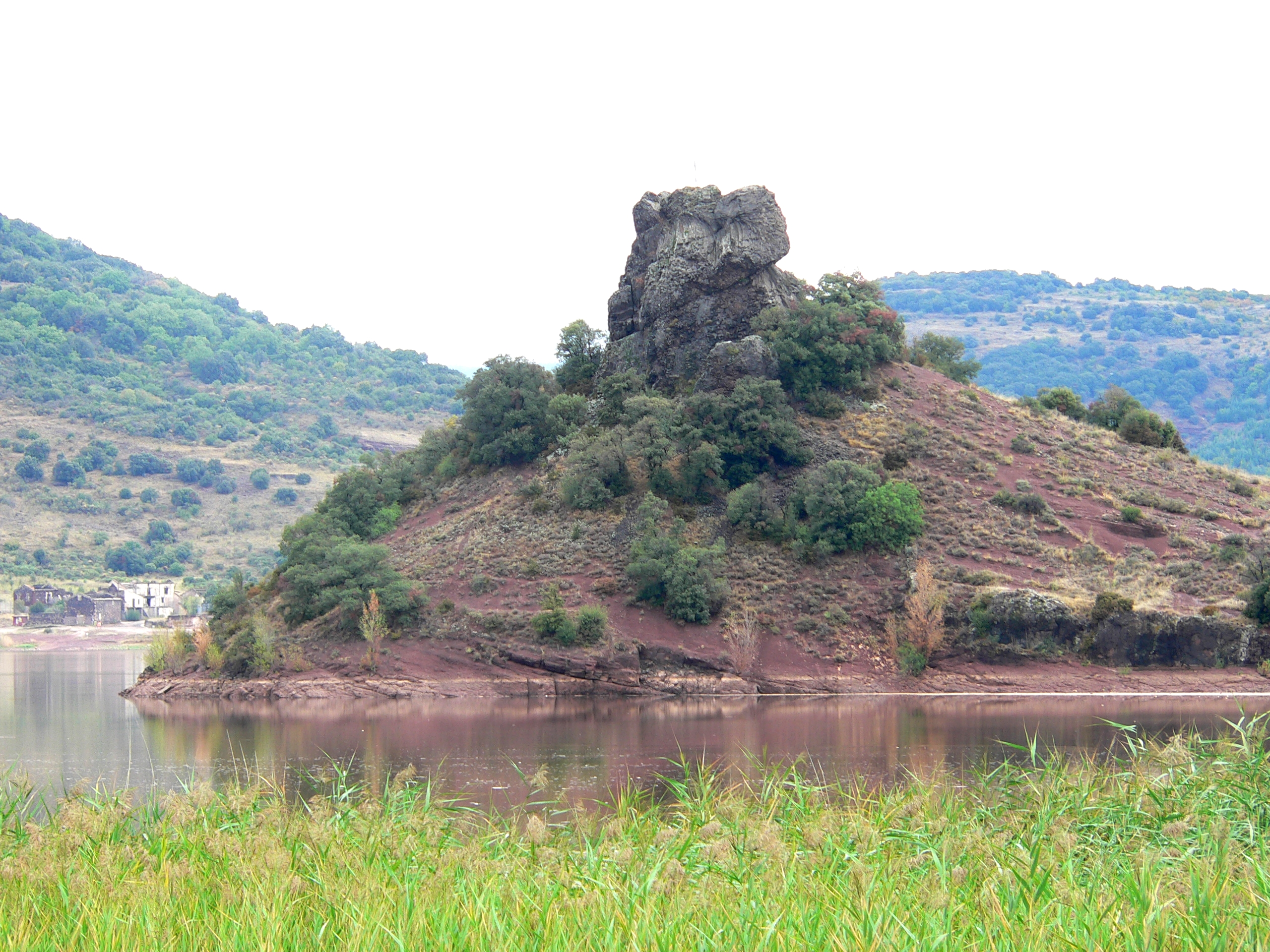
Herausgewitterter Basaltgang eines Vulkans im Lac du Salagou

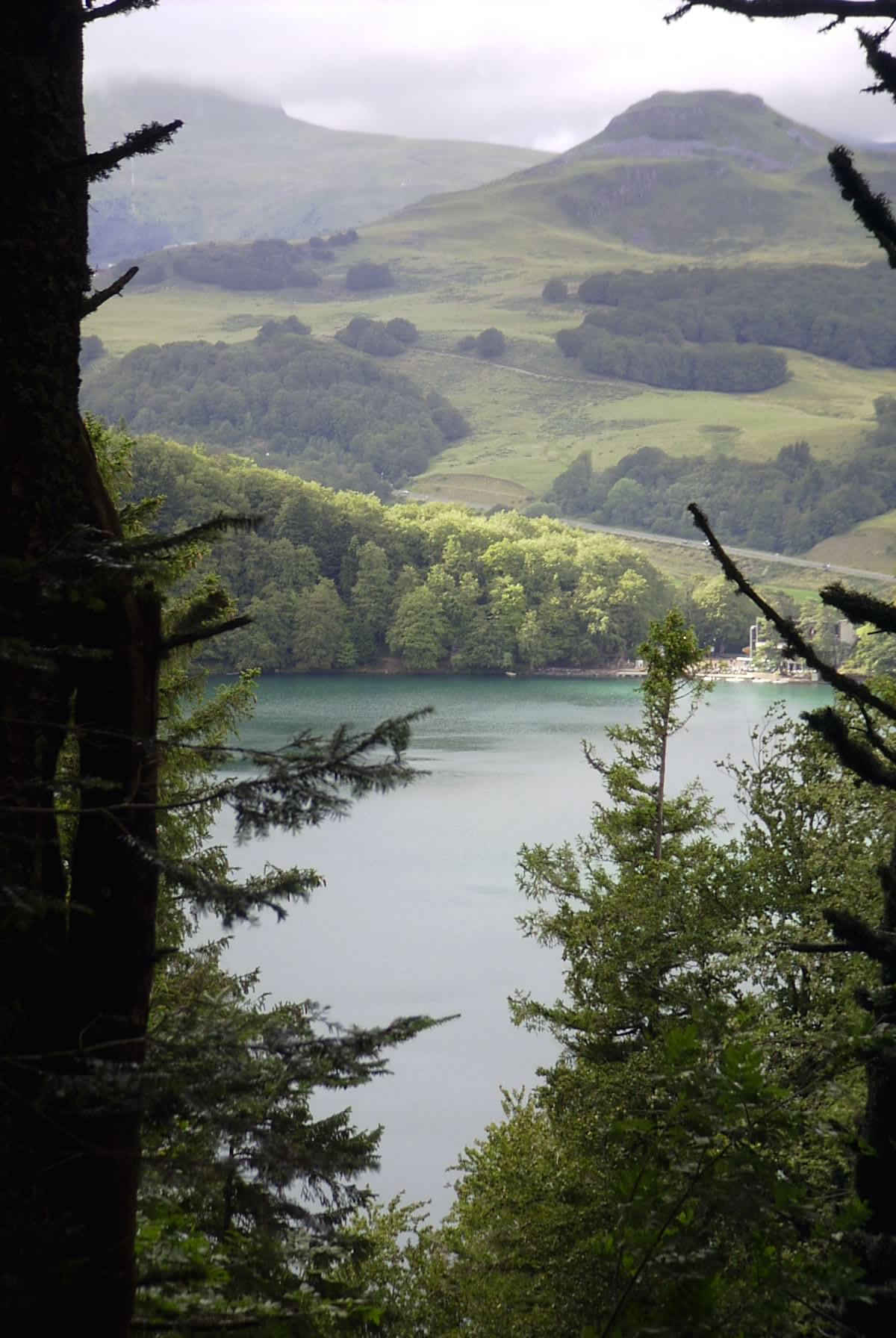
Lac Pavin

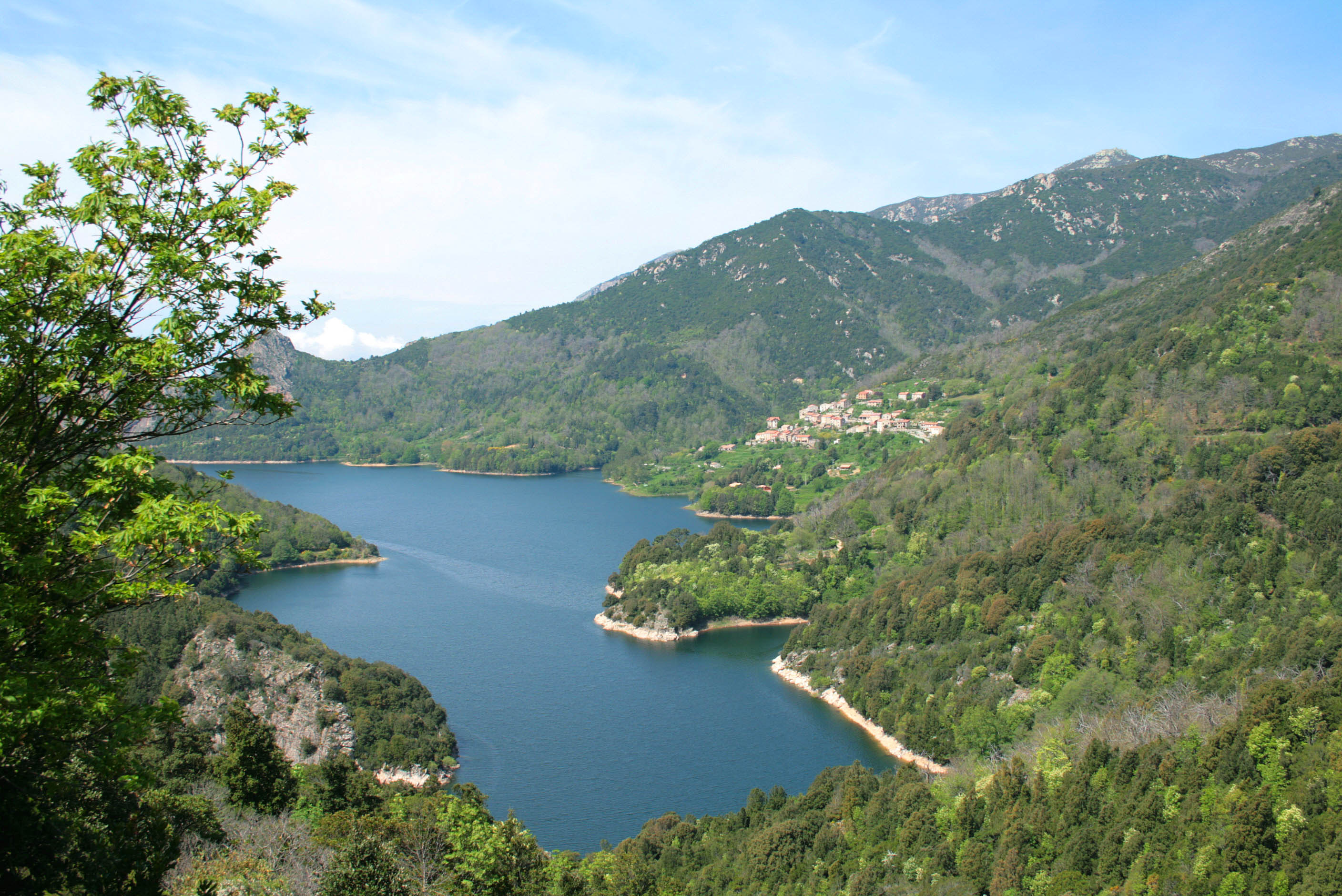
Lac de Tolla

## Die größten Seen
Der größte See Frankreichs mit ca. 310 km² Fläche ist der 1994 künstlich aufgestaute Petit-Saut-Stausee im Regenwald Französisch-Guyanas, außerhalb des französischen Kernlandes. Der Genfersee (Lac Léman), der größte See in Westeuropa mit insgesamt 580,03 km² Fläche, gehört zum Gebiet sowohl von Frankreich und der Schweiz; der französische Anteil im Département Haute-Savoie wird mit rund 234 km² angegeben. Der Genfersee ist zugleich mit 310 Metern Tiefe auch der tiefste See Frankreichs.
Flächenmäßig gibt es eine Reihe von flachen Salzwasser-Lagunen beziehungsweise Haffs, die die nächstgrößten Binnenseen darstellen: Der Étang de Berre hat ca. 155 km² Ausdehnung, der Étang de Thau ca. 75 km² und der Étang de Vaccarès ca. 63 km²; alle drei liegen an der Mittelmeerküste. Als flächenmäßig größter natürlicher Süßwassersee, der komplett in Frankreich liegt, folgt mit ca. 57 km² der Lac de Hourtin et de Carcans nahe der Atlantikküste, der über einen Kanal und ein Haff aber ebenfalls mit dem nur wenige Kilometer entfernten Meer verbunden ist. Zahlreiche weitere ausgedehnte Süß- und Salzwasserseen befinden sich in Küstennähe in Südfrankreich; exakte Größenangaben und Ranglisten sind aufgrund der jahreszeitlich stark schwankenden Pegel- und Uferstände kaum möglich. Der größte natürliche See außerhalb Kontinentalfrankreichs ist mit etwa 27 km² Ausdehnung der Lac Marville auf den Kerguelen-Inseln.
Abseits der Küstengebiete befindet sich noch der Lac du Bourget, der mit 145 Metern Tiefe zugleich der zweittiefste See Frankreichs, und mit 44 km² nach dem Genfersee auch der zweitgrößte Gebirgssee Frankreichs ist, sowie damit der größte natürliche Binnensee abseits der Küstengebiete. Ferner gibt es noch den Lac d’Annecy mit 26 km² Ausdehnung und 82 Metern Tiefe; die nächstkleineren natürlichen Seen des Inlands haben Flächen unter 10 km². Die zwei größten Stauseen innerhalb Kontinentalfrankreichs sind der 1974 aufgestaute Lac du Der-Chantecoq mit rund 48 km² Oberfläche und der 1959 aufgestaute Lac de Yaté mit rund 40 km²; etwa ein Dutzend weitere Stauseen sind ebenfalls größer als 10 km². Seit Mitte der 1990er Jahre wurden keine weiteren großen Aufstauungen mehr vorgenommen.

## Verschiedene Typen von Seen
- Die Bergseen in massivem Gestein können natürlich entstanden sein, oft aus Gletschern (MG) oder vulkanisch (MV), oder künstlich, hauptsächlich als Wasserspeicher (MH) oder zur Regulierung des Abflusses (MD).

- Die flachen Seen können natürlichen Ursprungs sein (PN) oder als Wasserreservoir dienen (PR) oder durch einen Staudamm entstanden sein (PB).

- Die Binnenseen nahe dem Meer, können Süßwasser (CF) oder Salzwasser (CS) enthalten.

## Liste der Seen nach Regionen und Departements

### Auvergne-Rhône-Alpes

#### 01 –Ain
- Lac de Divonne
- Lac de Nantua
- Lac de Sylans

#### 07 –Ardèche
- Lac de Saint-Front

#### 15 –Cantal
- Lac de La Barthe (Staudamm)
- Lac de Cambeyrac (Staudamm)
- Lac de Couesque (Staudamm)
- Lac de Grandval (Staudamm)
- Lac de Sarrans (Staudamm)
- Lac de Selves (Staudamm)

#### 38 –Isère
- Lac Achard im Belledonne-Massiv
- Lac Besson in massif des Rousses
- Lac Bramant in massif des Rousses
- Lac Brouffier in massif du Taillefer
- Lac du Chambon im Oisans
- Lac Claret im Belledonne-Massiv
- Lac de la Coche im  Belledonne-Massiv
- Lac de Croz im  Belledonne-Massiv
- Lac du Crozet im Belledonne-Massiv
- Lac du Flumet im Belledonne-Massiv
- Lac de la Fare in massif des Rousses
- Lac Faucille in massif des Rousses
- Lac Fourchu in massif du Taillefer
- Lac de Grand’Maison in Vallon de l’Eau d’Olle
- Lac de la Grande-Sître im Belledonne-Massiv
- Lac Guichard in massif des Rousses
- Lac de Laffrey
- Lac de Lauvitel in massif des Écrins, 0,35 km² (35 Hektar)
- Lac Lérié im Oisans
- Lac Merlat im Belledonne-Massiv
- Lac du Milieu in massif des Rousses
- Lac Noir im Oisans
- Lac Noir dans le massif des Rousses
- Lac Noir d’Emparis im Oisans
- Lac du Plan im Oisans
- Lac du Poursollet v massif du Taillefer
- Lac Potet in massif des Rousses
- Lac du Verney in  massif des Grandes-Rousses

#### 43 –Haute-Loire
- Lac du Bouchet, Maar vulkanischen Ursprungs

#### 63 –Puy-de-Dôme
- Étang de Marchaud
- Gour de Tazenat (V)
- Lac d’Aydat (V)
- Lac Chambon ()
- Lac Chauvet (V)
- Lac d’En-Bas (G) siehe La Godivelle
- Lac d’En-Haut (V) siehe La Godivelle
- Lac de Guéry (V)
- Lac Pavin (V)
- Lac de Servières (V)

#### 73 –Savoie
- Grand Lac im massif des Grandes-Rousses
- Lac d’Aiguebelette
- Lac de l’Arpont im  Vanoise-Massiv
- Lac des Assiettes im Col de la Vanoise
- Lac de la Bailletta bei Val-d’Isère
- Lac de Bissorte bei Valmeinier
- Lac Blanc im massif du Mont-Cenis
- Lac Blanc im Vallée du Clou
- Lac Blanc
- Lac Blanc im Vanoise-Massiv
- Lac Blanc im massif des Grandes-Rousses
- Lac Blanc im Vanoise-Massiv
- Lac du Bourget bei Aix-les-Bains
- Lac Brutet im Vallée du Clou
- Lac Carrelet im massif des Grandes-Rousses
- Lac des Cerces
- Lac du Chardonnet bei Tignes
- Lac de Chasseforêt im Vanoise-Massiv
- Lac du Chevril bei Tignes
- Lac du Clos bei Moûtiers
- Lac du Clou im Vallée du Clou
- Lac de la Croix im massif d’Allevard
- Lac des Évettes im Vanoise-Massiv, 3 Hektar
- Lac de la Fare im massif des Grandes-Rousses
- Lac de la Girotte in Beaufortin
- Lac de la Gittaz in Beaufortin
- Lac de la Glière im Vanoise-Massiv
- Lac Grand-Ban
- Lac du Lait im Vanoise-Massiv
- Lacs de la Leisse im Vallon de la Leisse
- Lac Long im Col de la Vanoise
- Lac le Lou im Vanoise-Massiv
- Lac du Milieu in massif des Grandes-Rousses
- Lac du Mont-Cenis in massif du Mont-Cenis
- Lac du Mont-Coua im Vanoise-Massiv
- Lacs des Nettes im Vallon de la Leisse
- Lac Noir im Vallée du Clou
- Lac Noir im Vallée de la Sassière
- Lac de l’Ouillette bei Val-d’Isère
- Lac de la Partie im Vanoise-Massiv
- Lac du Pelve am glacier du Pelve
- Lac du Plan-d’Amont im Vanoise-Massiv
- Lac du Plan-d’Aval im Vanoise-Massiv
- Lac du Plan-du-Lac im Vanoise-Massiv
- Lacs de la Roche-Ferran im Vanoise-Massiv
- Lac Rond am Col de la Vanoise
- Lac Rond
- Lac de Roselend in Beaufortin
- Lac de Saint-André bei Marches
- Lac de Saint-Clair bei La Rochette
- Lac de Saint-Hélène bei Saint-Hélène-du-Lac
- Lac de Saint-Guérin in Beaufortin
- Lac de Saint-Jean-de-Maurienne bei Saint-Jean-de-Maurienne
- Lac du Santel bei Tignes
- Lac de la Sassière bei Tignes
- Lac de Savine im massif du Mont-Cenis
- Lac de Tignes (H) bei Tignes
- Lac de Toeda im Vanoise-Massiv
- Lac Tournant im massif des Grandes-Rousses
- Lac du Vallon unter Aiguille de Scolette
- Lacs Verdet im Vallée du Clou

#### 74 –Haute-Savoie–Hochsavoyen
- Lac de l’Aiguillette
- Lac de l’Airon bei Arâches-la-Frasse
- Lac d’Annecy, 2.760 Hektar
- Lac d’Anterne
- Lac d’Arvouin im Süden von Les Cornettes de Bise
- Lac Bénit bei Mont-Saxonnex, unter der chaîne du Bargy
- Lac de Bise im Osten von Cornettes de Bise
- Marais de la Braille zwischen Saint-Félix und Bloye
- Lac de la région Chamonix
  - Lac à l’Anglais
  - Lac du Brévent
  - Lac de Charamillon im Norden des glacier du Tour
  - Lac de Champraz
  - Lac Cornu
  - Lac des Gailland
  - Lac Noir des Aiguilles-Rouges in massif des Aiguilles-Rouges
  - Lac des Praz
  - Lac de Tardevent bei Aiguilles noires
- Lac des Chambres
- Lac de Darbon, im Süden von Dent d’Oche
- Lac des Dronières bei Cruseilles
- Lac de Flaine bei Flaine
- Lac de Fontaine bei Vacheresse
- Lac de Génissiat
- Lac des Gorges-du-Fier bei Montrottier
- Lac de la Griaz bei Houches
- Lac de Jotty aux Esserts
- Lacs Jovet bei Contamines-Montjoie
- Lacs des Laouchets
- Genfersee (Lac Léman, französischer Teil)
- Lac de Lessy bei col de la Forclaz-Lessy, unter dem Pic de Jallouvre
- Étang de Machilly bei Machilly
- Lac de Montriond bei Montriond
- Lacs de Passy
  - Lacs de la Cavettaz genannt Lacs de Passy bei Passy
  - Lac Bleu
  - Lac de Pormenaz im Naturreservat von Passy
  - Lac Vert de Passy bei Passy
- Lac de Pététoz unterhalb von La Chèvrerie
- Lac des Plagnes
- Lac de Roy
- Lac de Taveneuse (Abondance)
- Lacs de la Vallée du Giffre
  - Lac de Gers bei Samoëns
  - Lac du Môle bei Ville-en-Sallaz
  - Lac de Préssy bei Taninges
  - Plan du Rocher bei Les Gets
  - Lac de Vogealle bei Sixt-Fer-à-Cheval
- Lac de Vallon bei La Chèvrerie
- Lac de Vernant bei Arâches-la-Frasse

### Bourgogne-Franche-Comté

#### 25 –Doubs
- Lac des Brenets
- Lac de Moron

#### 39 –Jura
- Lac de Saint-Point
- Lac de Vouglans

#### 58 –Nièvre
- Lac des Settons (PB), 3,6 km²
- Lac de Pannesiére (PB)

### Bretagne

#### 29 –Finistère
- Lac de Drennec (PB)
- Réservoir de Saint-Michel (PR)

#### 35 –Ille-et-Vilaine
- Étang de Carcraon
- Étang de Marcillé

#### 56 –Morbihan
- Stausee / Lac de Guerlédan
- Étang au Duc

### Centre-Val de Loire

#### 18 –Cher
- Étang du Perrault

#### 36 –Indre
- Marais de Brenne

#### 37 –Indre-et-Loire
- Étang du Louroux

#### 45 –Loiret
- Étangs de Sologne

### Grand Est

#### 52 –Haute-Marne
- Lac du Der-Chantecoq (PR), 48 km²

#### 55 –Meuse
- Lac de Madine (G) : 11 km²

#### 57 –Moselle
- Étang de Gondrexange (Gunderchinger See), 7 km²
- Étang de Lindre (Linderweiher), 6,2 km²
- Étang de Mittersheim (Mittersheimer Weiher), 10,97 km²
- Étang du Stock (Stockweiher), 7,5 km²

#### 68 –Haut-Rhin
- Lac Blanc
- Lac Noir
- Lac des Truites
- Lac Vert (Lac de Soultzeren)

#### 88 –Vosges
- Lac de Gérardmer (G) : 1,16 km² (116 Hektar)
- Lac de Longemer (G) : 0,76 km² (76 Hektar)
- Lac de Retournemer
- Réservoir de Bouzey : 1,4 km² (140 Hektar)

### Hauts-de-France

#### 02 –Aisne
- Étang d'Isle
- Lac de L'Ailette

### Korsika(Corse)

#### 2B –Haute-Corse
- Lac de Bastani
- Lac de Bellebone
- Lac de Calacuccia
- Lac de Capitello
- Lac Cavacciole
- Lac du Ceppu
- Lac du Col Perdu
- Lac du Cinto
- Lac de Galeria
- Lac de Goria
- Lac de Melo
- Lac de la Muvrella
- Lac Maggiore
- Lac de Niellucciu
- Lac de Nino
- Lac de l’Oriente
- Lavu di l’Oriente
- Lac d’Oro
- Petit Lac d’Oro
- Lac de Pozzolo
- Lac de Rinoso
- Lac du Rotondo
- Lac de Scapuccioli
- Reservoir de Teppe Rosse

#### 2A –Corse-du-Sud
- Étang de Balistra
- Lac de Bracca
- Étang de Canetto
- Lac de Creno
- Lac de Nielluccio
- Étang de Porto Novo
- Étang petit de Porto Novo
- Lac de Rina (1882 m)
- Lac de Rina (1806 m)
- Lac de L’Ospédale
- Étang de Sporone
- Étang de Santa Giulia
- Lac de Tolla
- Lac de Vitalaca

### Normandie

#### 61 –Orne
- Étang des Baussiots
- Étang du Belloy
- Étang du Grès
- Étang des Personnes
- Étang de Rumien
- Lac de Rabodanges

### Nouvelle-Aquitaine

#### 19 –Corrèze
- Étang Prévot
- Étang de Taysse
- Lac des Barrousses (Staumauer)
- Lac de Bort-Les-Orgues (Staumauer)
- Lac du Causse (Staumauer)
- Lac de Viam (Staumauer)
- Lac de Feyt
- Lac de Neuvic

#### 23 –Creuse
- Lac de Chambon

#### 33 –Gironde
- Lac de Hourtin et de Carcans (größter natürlicher See Frankreichs mit 56,67 km²)
- Lac de Cazaux et de Sanguinet (nördlicher Teil des zweitgrößten Binnensees  Südwestfrankreichs, etwas weniger als die halbe Fläche von 55 km²)
- Lac de Lacanau
- Lac Vert (Canejan)[1]

#### 40 –Landes
- Lac de Cazaux et de Sanguinet (südlicher Teil und östliche Bucht bei Sanguinet, etwas mehr als die halbe Fläche von 55 km²)
- Lac de Biscarrosse et de Parentis
- Étang d’Aureilhan
- Étang de Léon
- Étang de Souston
- Étang blanc de Souston
- Étang d’Hardy
- Étang noir de Souston

#### 64 –Pyrénées-Atlantiques
- Lac d’Anglas
- Lacs d’Arrémoulit
- Lacs d’Arrious
- Lac d’Artouste
- Lacs de Batboucou
- Lacs de Carnau
- Lac de Fabrèges
- Lac du Lavedan
- Lac de Palas
- Lac d’Uzious
- Lac Saint Croix

#### 79 –Deux-Sèvres
- Marais poitevin desséché
- Marais poitevin mouillé

#### 87 –Haute-Vienne
- Lac de Vassivière (Staumauer)
- Lac de Saint-Pardoux

### Pays de la Loire

#### 44 –Loire-Atlantique
- Lac de Grand-Lieu (PN)
- Marais de Brière (PN)

#### 85 –Vendée
- Marais de Challans
- Marais de Machecoul
- Marais de Monts

### Okzitanien

#### 09 –Ariège
- Étang du Garbet
- Étang de Lers
- Lac d’Arbu
- Lac de Matemale

#### 11 –Aude
- Étang de l’Ayrolle
- Étang de Bages et de Sigean
- Étang de Gruissan
- Étang de Lapalme
- Étang de Leucate
- Étang de Mateille
- Étang de Pissevaches
- Salin de Saint-Martin

#### 30 –Gard
- Étang du Charnier
- Étang de Lairan
- Étang de Scamandre

#### 31 –Haute-Garonne
- Lac d’Oô
- Lac d’Espingo
- lac du Portillon

#### 34 –Hérault
- Étang de Pérols
- Étang de Thau
- Étang de Vic
- Étang de Pierre Blanche
- Lac du Salagou

#### 48 –Lozère
- Lacs de l’Aubrac
  - Lac de Born
  - Lac de Saint-Andéols
  - Lac de Salhiens
  - Lac de Souverols
- Lac de Naussac

#### 65 –Hautes-Pyrénées
- Lac d’Arratille
- Lac d’Aubert
- Lac d’Aumar
- Lac de la Badète
- Lac du Barbat
- Lac de Bassia
- Lac de Batbielh
- Lacs de Batcrabères
- Lacs de Cambales
- Lac de Cap-de-Long
- Lac du Chabarrou
- Petit lac du col
- Lac du Col-d’Arratille
- Lac Couy
- Lacs de l’Embarrat
- Lac d’Estaing
- Lac d’Estibe-Aute
- Lac d’Estom
- Lacs d’Estom-Soubiran
- Lacs de la Fache
- Lac de Gaube
- Lac des Gentianes
- Lac Glacé
- Lac des Gloriettes (Staudamm)
- Lacs de Houns-de-Hèche
- Lac des Huats
- Lac d’Ilhéou
- Lac de Labas
- Lac de Langle
- Lac de Llantran
- Lac Long-d’Estaing
- Lac de Lourdes
- Lac Meillon
- Lacs Micoulaou
- Lac de Migouélou
- Lac Nére-d’Estaing
- Lac Nére-du-Marcadau
- Lac Noir-d’Ilhéou
- Lacs d’Opale
- Lac d’Orédon
- Lac de l’Oule
- Lac du Plaa-du-Prat
- Lac de Pouey-Laun
- Lac du Pourtet
- Lacs de Remoulis
- Lac Supérieur
- Lac de Suyen
- Lac du Tech

#### 66 –Pyrénées-Orientales
- Lac des Bouillousses

#### 81 –Tarn
- Lac du Merle
- Lac de La Prade
- Lac des Saints-Peyres (Staudamm)

### Provence-Alpes-Côte d’Azur

#### 13 –Bouches-du-Rhône
- Étang de Berre
- Étang de Malagray
- Étang de Vaccarès

#### 05 –Hautes-Alpes
- Grand Lac in Briançonnais
- Lac de l’Ascension in Queyras
- Lac d’Asti in Queyras
- Lac des Béraudes in Briançonnais
- Lac de la Blanche in Queyras
- Lacs Blanchets in Queyras
- Lacs de Ceillac in Queyras
  - Lac Miroir oder « Lac des Près Soubeyrand »
  - Lac des Rouites
  - Lac Sainte-Anne
- Lac Chalantiés in Queyras
- Lac Clausis in Queyras
- Lac de Combeynot im massif des Écrins
- Lac des Cordes in Queyras
- Lac du Crachet in Embrunnais
- Lac de Cristol in Briançonnais
- Lac de Dormillouse in massif des Écrins
- Lac Haut-des-Drayères oder Lac sans-nom-au-dessus-des-Drayères, in Briançonnais
- Lac Escur in Queyras
- Lac des Estaris in massif des Écrins
- Lac de l’Eychassier in Queyras
- Lac de l’Eychauda in massif des Écrins
- Lac Faravel in massif des Écrins
- Lac Gimont in Briançonnais
- Lacs du Guil in Queyras
  - Lac de la Roue
  - Lac Soulier
- Lacs Guil-Agnelle in Queyras
  - Lac Baricle
  - Lac Égorgeou
  - Lac Foréant
- Lac Jean Rostand in Queyras
- Lacs Jumeaux in massif des Écrins
- Lac Lacroix in Queyras
- Lac Lestio in Queyras
- Lac Laramon Briançonnais
- Grand lac du Lauzet in Queyras
- Lac moyen du Lauzet in  Queyras
- Lac du Lauzon in  massif des Écrins
- Lac Lauzon in  Queyras
- Lac Lauzon de Furfande in  Queyras
- Lac Long in  Briançonnais
- Lac Long in  massif des Écrins
- Lacs du Malrif in  Queyras
  - Lac du Grand-Laus
  - Lac Mézan
  - Lac du Petit-Laus
- Lac des Muandes in  Briançonnais
- Lac Néal in  Queyras
- Lac Haut-Néal ou Lac sans-nom-au-dessus-du-Lac-Néal, in  Queyras
- Lac des Neuf-couleurs in  Queyras
- Lac Noir in Briançonnais
- Grand lac de l’Oule in  Briançonnais
- Lac de l’Orceyrette in Briançonnais
- Lac Palluel in  massif des Écrins
- Lac Petit-Laus in Queyras
- Lac Peyron in  Briançonnais
- Lac des Pisses in  massif des Écrins
- Lac de la Ponsonnière in  Briançonnais
- Lac du Pontet in  massif de l'Oisans
- Lac Profond in  massif des Écrins
- Lac de Puy Vachier in  massif des Écrins
- Lac de Rasis in  Queyras
- Lac ouest de Rasis in Queyras
- Lac Rond in  Briançonnais
- Lac Sainte-Marguerite in Embrunnais
- Lac Saraille in  Briançonnais
- Lac du Serpent in  Briançonnais
- Lac des Sirènes in  massif des Écrins

#### 04 –Alpes-de-Haute-Provence
- Lac Bleu in  Haute-Ubaye
- Lac Bleu-italien in Haute-Ubaye
- Lacs du col-de-Longet in Haute-Ubaye
- Lac de l’Étoile in  Haute-Ubaye
- Lac de Longet in  Haute-Ubaye
- Lacs de Marinet in  Haute-Ubaye
- Lac Noir-de-Chambeyron in Haute-Ubaye
- Lac de la Noire in Haute-Ubaye
- Lac Rond-de-Chambeyron in Haute-Ubaye
- Lac de Sainte-Croix (R)
- Lac de Serre-Ponçon (H) (D)
- Lac Vert-de-Morticet in  Haute-Ubaye
- Lacs du Haut-Vernet
  - Lac d’Allos
  - Lacs de la Cayolle
  - Lac des Eaux-Chaudes
  - Lac du Lauzanier und Lac « de derrière la Croix »
  - Lac Long-du-Chambeyron
  - Lac des Neuf-Couleurs
  - Lac de l’Oronaye
  - Lac de Saint-Léger

#### 06 –Alpes-Maritimes
Lac du Basto

#### 83 –Var
- Lac de Saint-Cassien
- Lac de Sainte-Croix

## Unsortiert
- Lac de Pareloup (R)
- Étangs des Dombes
- Étang de Biscarosse